# Plaza de Santiago
La Plaza de Santiago es una plaza extramuros situada en Jerez de la Frontera (Andalucía, España).
La Plaza de Santiago, que junto al templo escenifica el alma y el folclore del arrabal, ahora barrio de Santiago, es un perfecto crisol de lo payo y lo gitano, lo próspero y lo exiguo, la tradición y la modernidad.

## Origen
Junto al templo de Santiago el Mayor del siglo XVI, el origen de la plaza es del siglo XIII, cuando Alfonso X el Sabio ordenó construir una capilla fuera del recinto amurallado, junto a la Puerta de Santiago, entonces Puerta del Olivillo, en honor a Santiago, a la sazón patrón católico de Castilla.

## Fuente
Adornada con una bella fuente de estilo romántico, la fuente de la Plaza de Santiago pertenecía al patio del Hospital de Santa Isabel de Hungría. Este hospital surgió tras la desamortización el convento mercedario, siendo actualmente un instituto de enseñanza secundaria.

## Sucesos
Dos hechos de relevancia acaecieron en la Plaza de Santiago:
- Visita de los Reyes Católicos. A través de la Puerta de Santiago, en otoño de 1477, entraron los Reyes Católicos en la ciudad. Antes, en la Plaza de Santiago, los reyes juraron observancia a los privilegios obtenidos por la ciudad desde su Reconquista por Alfonso X El Sabio.

- Motín de las Quintas. Levantamiento popular sucedido en 1869, fue provocado por el descontento de los ciudadanos por el servicio militar a realizar, entonces siete años, en guerras coloniales en América y Filipinas. Se levantaron barricadas en la Plaza de Santiago. La insurrección fue aplastado con un sangriendo saldo de más cincuenta muertos.